# غبريال ليبمان
غبريال جوناث ليبمان (16 أغسطس 1845 - 13 يوليو 1921 ) فيزيائي ومخترع فرنسي حاز على جائزة نوبل في الفيزياء عام 1908.

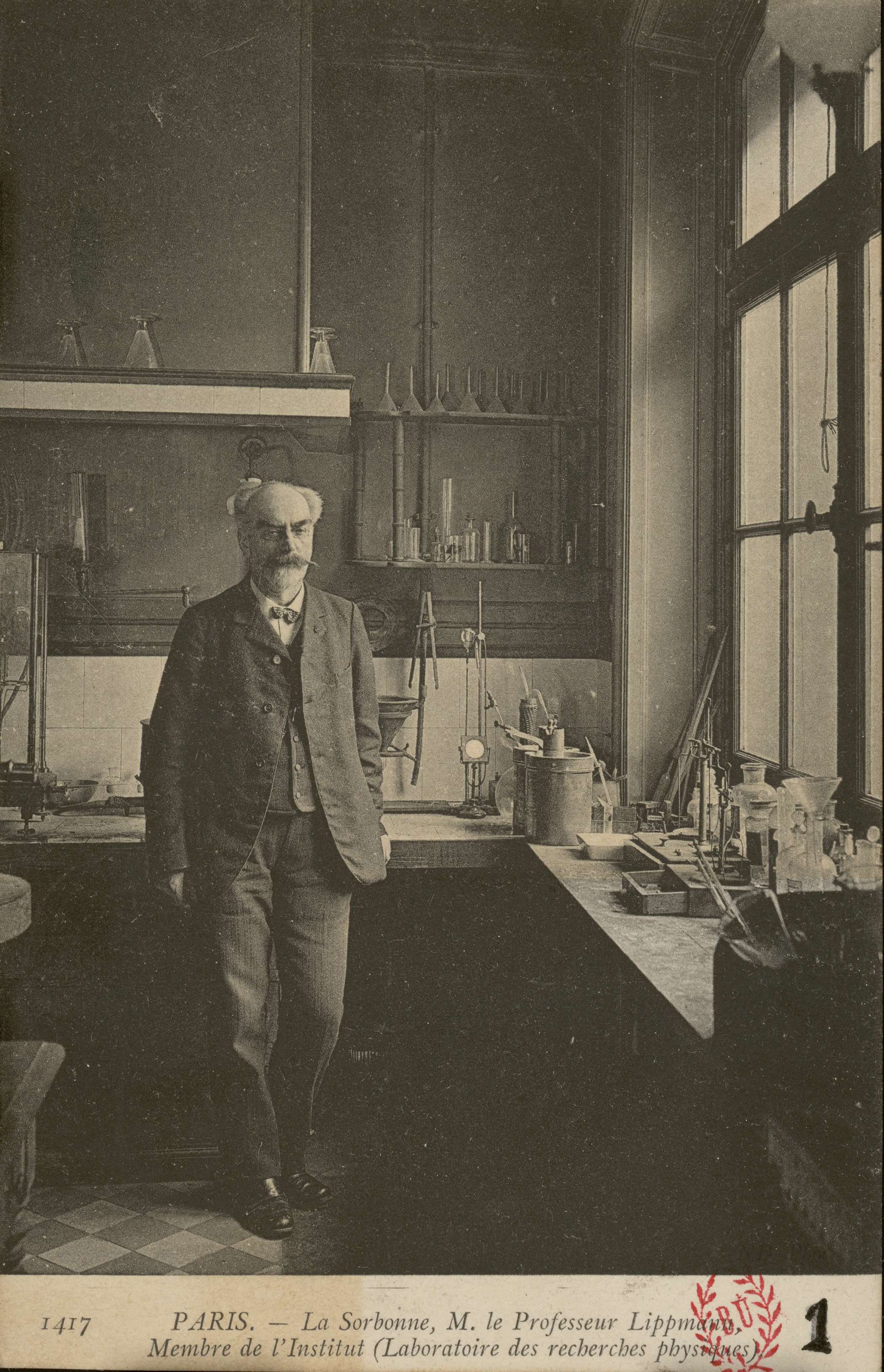
البروفيسور ليبمان في مختبر السوربون للبحث في الفيزياء (Bibliothèque de la Sorbonne، NuBIS)

قام ليبمان بتطوير التصوير الملون عن طريق التداخل وسميت الطريقة الجديدة باسمه لوحة ليبمان Lippmann Plate، قدمها إلى أكاديمية العلوم عام 1891 وحاز بهذا لاختراع على جائزة نوبل عام 1908.

## روابط خارجية
- غبريال ليبمان على موقع الموسوعة البريطانية (الإنجليزية)
- غبريال ليبمان على موقع إن إن دي بي (الإنجليزية)